# Парафойл

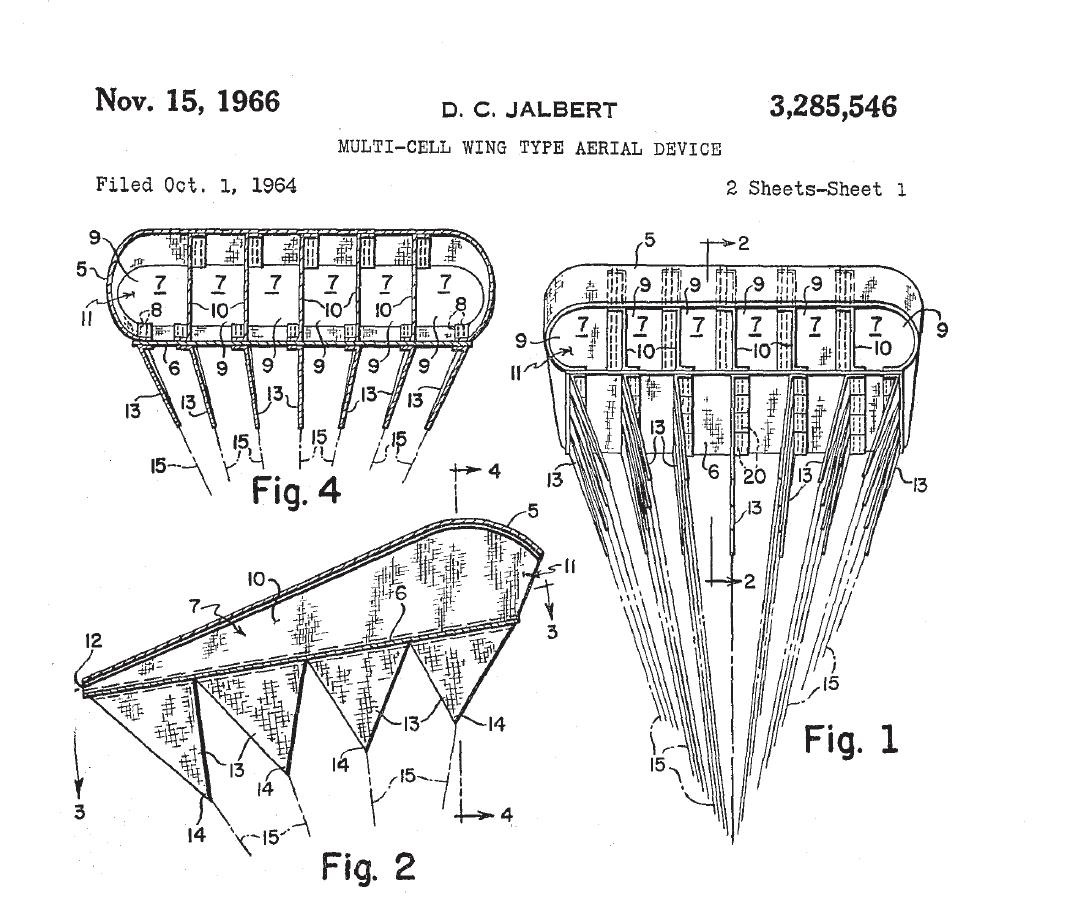
Ілюстрації винаходу Джалберта, 1966 р.

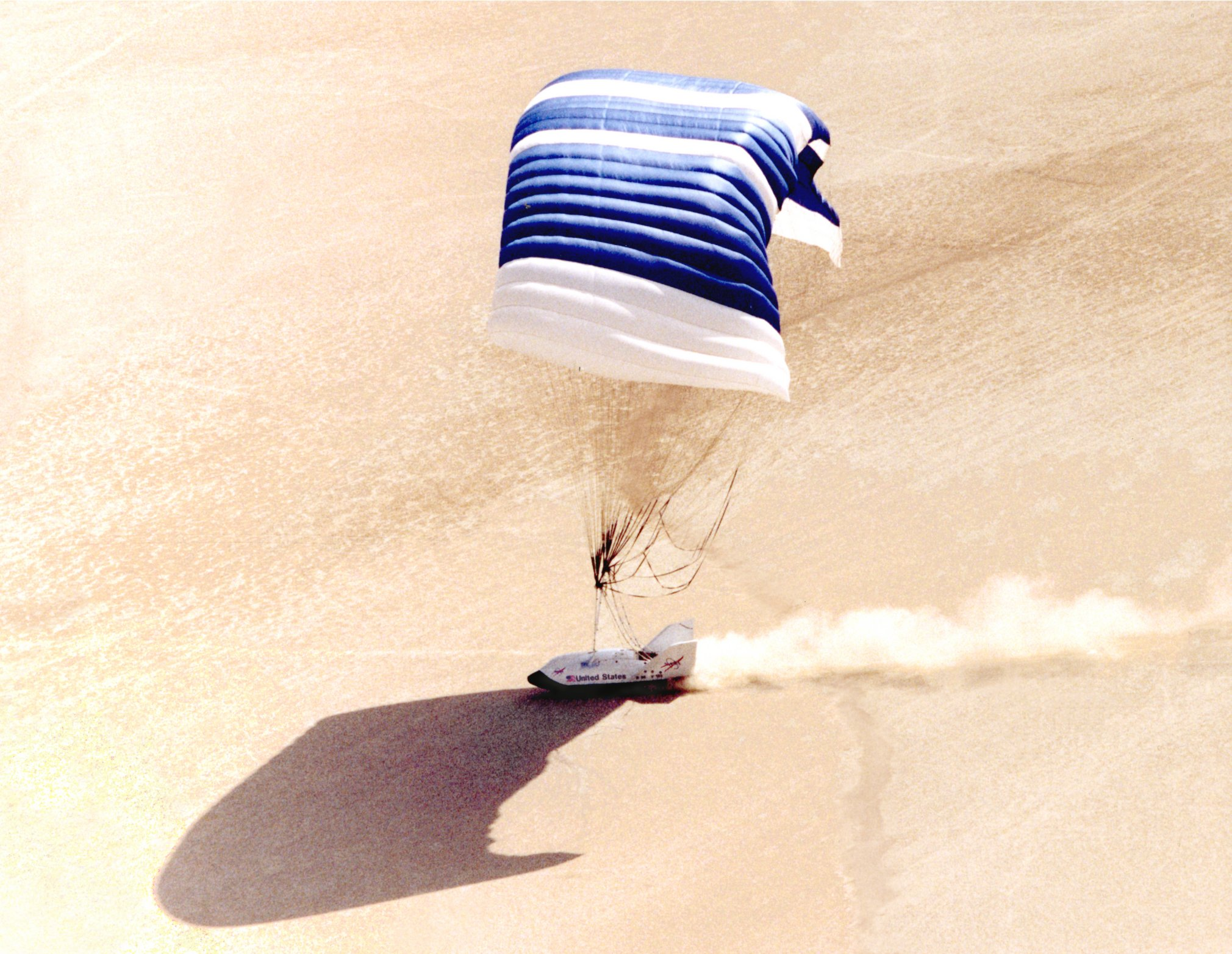
Прототип NASA X-38 робить посадку під час льотних випробувань, липень 1999р.

Парафойл (англ. Parafoil; утворено від Parachute — парашут і Airfoil — аеродинамічний профіль) — м'яке (текстильне) оболонкове крило для занять спортом; безкаркасний повітряний змій. Типові представники: кайт, параплан, парашут типу крило.
Парафойл складається з верхньої і нижньої оболонки з'єднаних нервюрами, які задають профіль і ділять крило на секції. У передній частині розміщені повітрозабірники, через які крило наповнюється набігаючим потоком повітря. Таким чином утворюється повітряний матрац з аеродинамічними характеристиками крила, що дозволяє планувати. 
Для виготовлення м'яких крил найчастіше використовують легкий і міцний матеріал Ripstop Nylon, який не пропускає повітря.
Пристрій було розроблено в 60-х роках винахідником Доміна Джалбертом, який працював над вдосконаленням повітряних зміїв для наукової техніки. Своїм винаходом передбачив застосування парафойл для повернення космічних кораблів з орбіти. Після видачі патенту парафойл почали відразу використовувати як парашут. Але широке застосування було можливе тільки з додаванням витяжного парашута (медуза) і повзунка (слайдера) , який дозволив пом'якшувати розкриття парашуту. У порівнянні з нормальним купольним парашутом парафойл володіє високою маневреністю та легкістю управління, регулюванням швидкості зниження планерування.
У 1984 році Міжнародна авіаційна федерація (FAI) відзначила Золотою Парашутною Медаллю Доміна Джалберт за винахід парафойлу.

## Патент
U.S. Patent 3 285 546 «Багатосекційний пристрій типу крило», заявлено в жовтні 1964 року, патент виданий в листопаді 1966 року.